# Nervo cutâneo medial do antebraço
O nervo cutâneo medial do antebraço, também chamado de nervo cutâneo antebraquial mediano e nervo cutâneo interno, surge do cordão medial do plexo braquial.
Deriva suas fibras do oitavo nervo cervical e do primeiro nervo torácico, e em seu começo é colocado medial à artéria axilar.
Perto da axila, o nervo desprende um filamento que penetra na fáscia e supre o tegumento que cobre o bíceps braquial, quase até o cotovelo.
O nervo então corre pelo lado ulnar do braço, mediano à artéria braquial, perfura a fáscia profunda com a veia basílica, em torno do meio do braço, e divide-se em um ramo volar e ulnar.
O nervo cutâneo medial do antebraço, assim como o nervo cutâneo lateral do antebraço, possuem sua origem na ramificação do nervo musculocutâneo, que por sua vez origina-se no fascículo lateral. O nervo cutâneo medial do antebraço dá origem ao nervo intermédio anterior do antebraço.

## Ramo volar

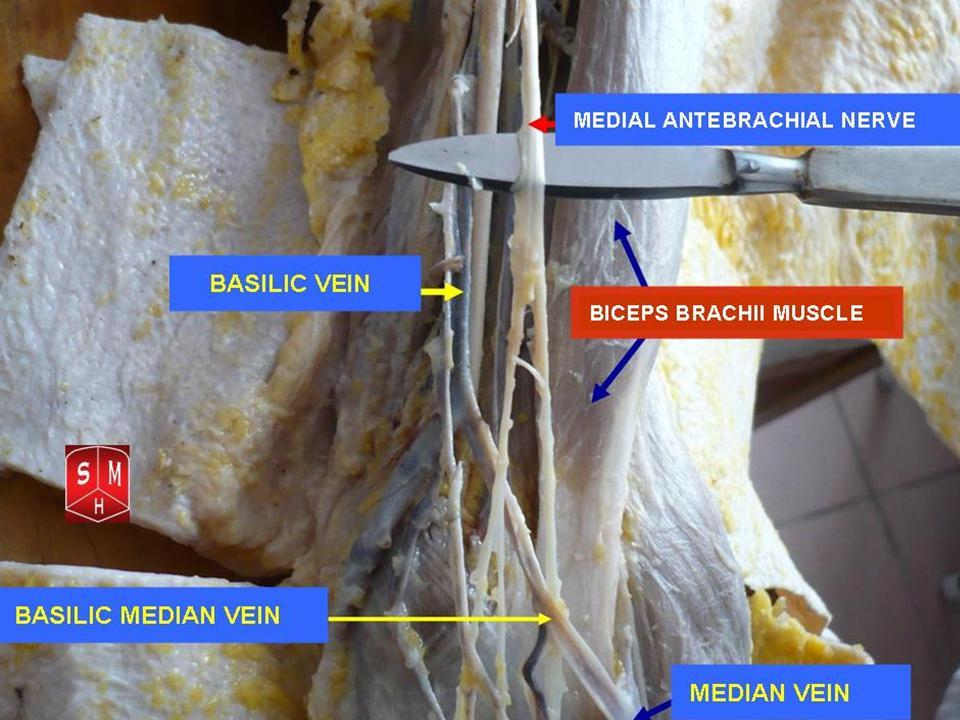
Nervo cutâneo medial do antebraço, junto com músculo do bíceps braquial.

O ramo volar (ramus volaris, em latim), ou ramo anterior, é o maior, e passa geralmente na frente, mas ocasionalmente atrás, da veia basílica mediana (vena mediana cubiti).
Ele então desce na frente do lado ulnar do antebraço, distribuindo filamentos da pele até o pulso e comunicando-se com o ramo cutâneo palmar do nervo ulnar.

## Ramo ulnar
O ramo ulnar (ramus ulnaris) ou ramo posterior, passa obliquamente para baixo no lado medial da veia basílica, em frente ao epicôndilo medial do úmero, até a parte posterior do antebraço, desce no seu lado ulnar até o pulso, distribuindo filamentos para a pele.
Comunica-se com os ramos cutâneo medial do braço, e cutâneo dorsal do antebraço do nervo radial, e com o ramo dorsal do nervo ulnar.

## Imagens adicionais

Plexo braquial
Plexo braquial com cursos dos nervos espinhais apresentados
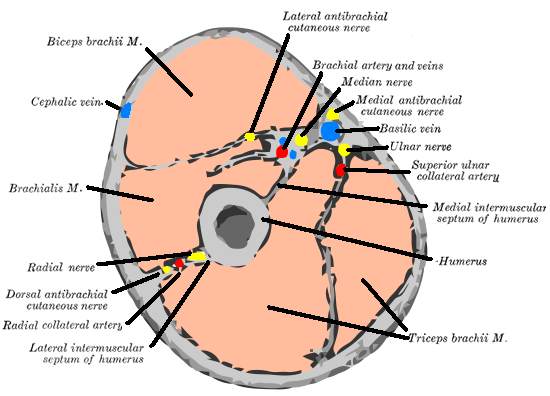
Corte transversal através do braço.
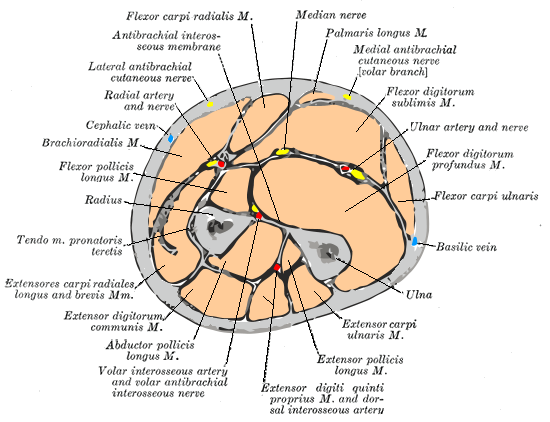
Corte transversal através do antebraço.
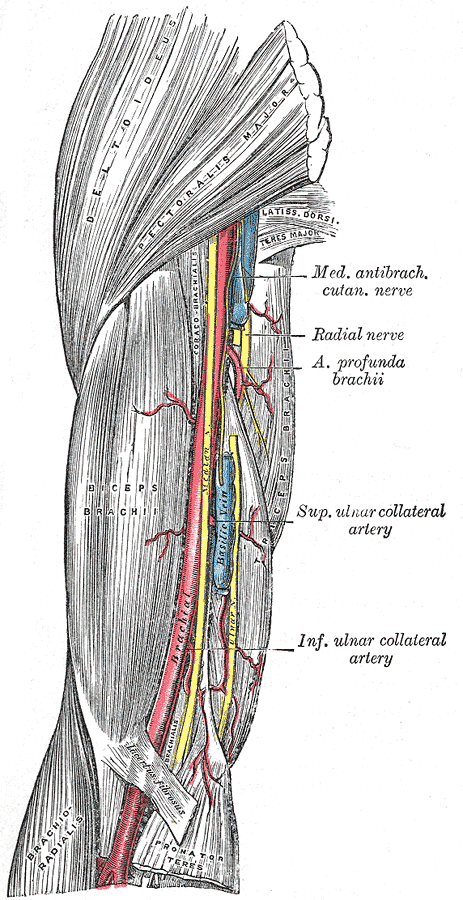
Artéria braquial.
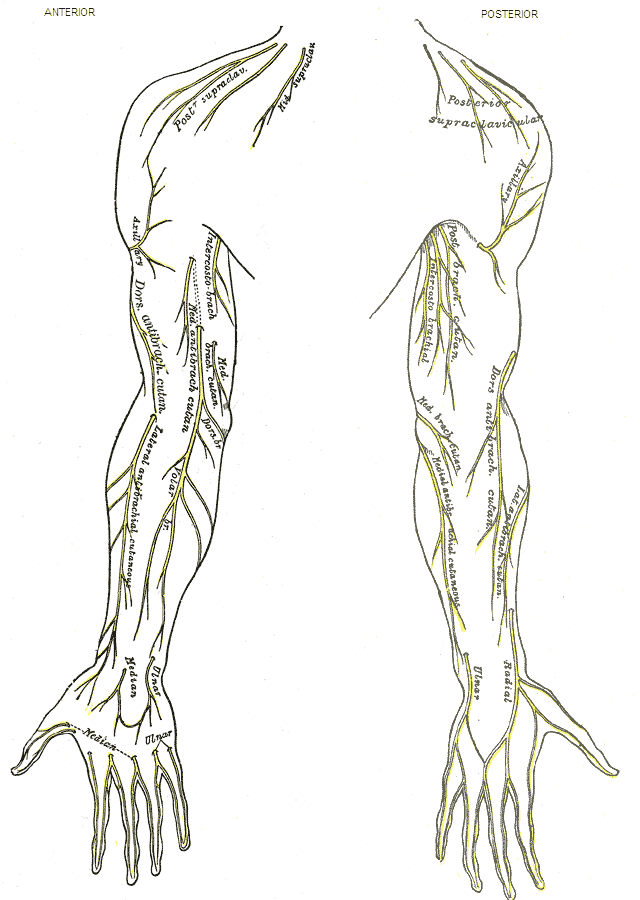
Nervos cutâneos das extremidades superiores do lado direito.
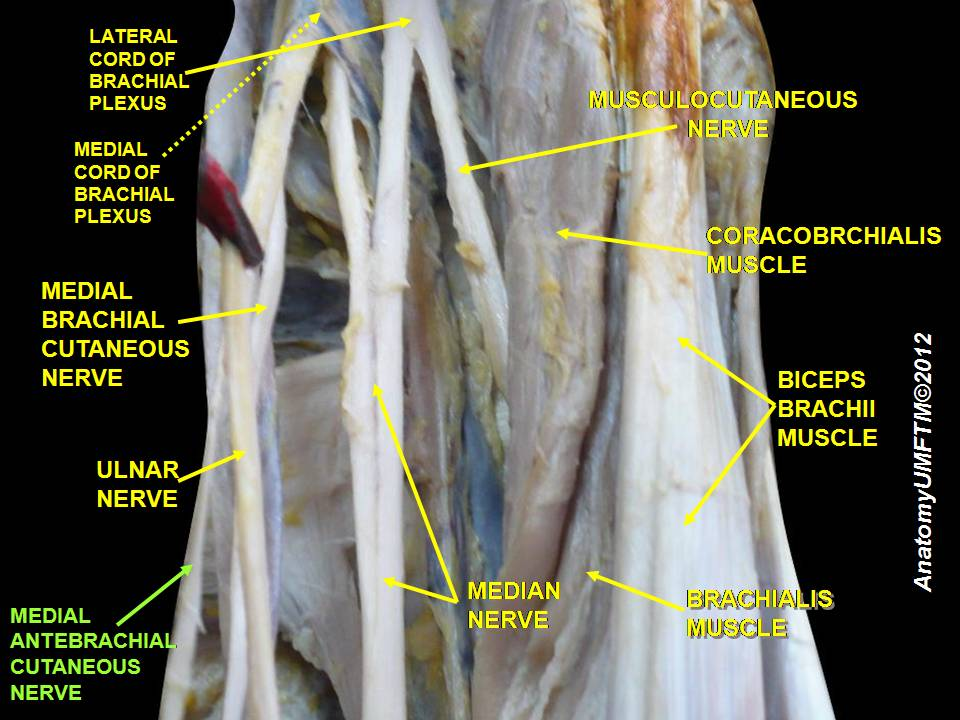
Nervo cutâneo medial do antebraço.
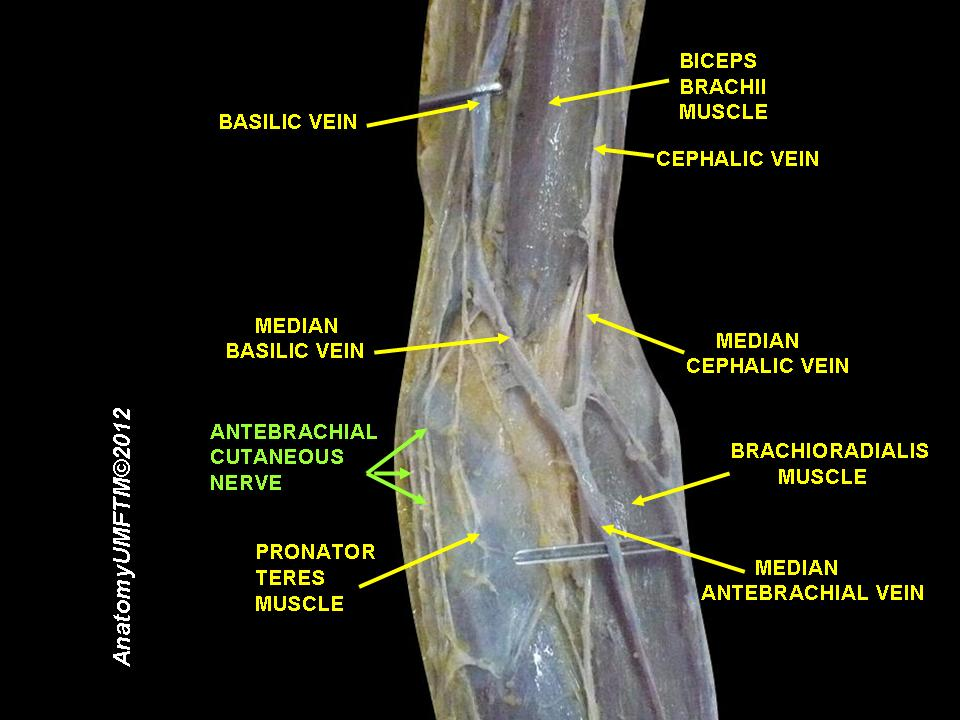
Nervo cutâneo medial do antebraço.